# Kawasaki Ki-10
Kawasaki Ki-10 (oznaczenie amerykańskie – Perry) – japoński samolot myśliwski używany bojowo w początkowym okresie wojny japońsko-chińskiej, w czasie wojny na Pacyfiku używany był jako samolot szkolny i pomocniczy. Ki-10 był najlepszym dwupłatowym japońskim myśliwcem, już nawet po jego wycofaniu ze służby wielu pilotów uważało, że jego jednopłatowi następcy powinni być tak samo zwrotni jak Ki-10.

## Tło historyczne
Na początku lat 30. XX standardowymi myśliwcami Cesarskiej Armii Japonii były samoloty Nakajima Typ 91 i Kawasaki Typ 92, obydwie te konstrukcje były wolniejsze od standardowych wówczas myśliwców RAF-u i USAAF (odpowiednio Hawker Fury i Boeing P-26A). W zakładach Kawasaki zaprojektowano wówczas jednopłatowy Ki-5, który miał dorównać prędkością myśliwcom zagranicznym, ale w 1934 został on odrzucony przez Siły Lotnicze Cesarskiej Armii Japonii jako zbyt mało zwrotny. We wrześniu 1934, już po odrzuceniu Ki-5, Kaigun Koku Hombu (biuro ds. awiacji Cesarskiej Armii Japonii) rozkazało zakładom Kawasaki zaprojektowanie dwupłatowego myśliwca, który mógłby stanąć w szranki z samolotami zagranicznymi, a w tym samym czasie firma Nakajima otrzymała rozkaz zaprojektowania podobnego myśliwca, ale w konfiguracji jednopłatowej.
Głównym projektantem samolotu był Takeo Doi, współpracowali z nim inżynierowie Imachi i Tojo.

## Historia

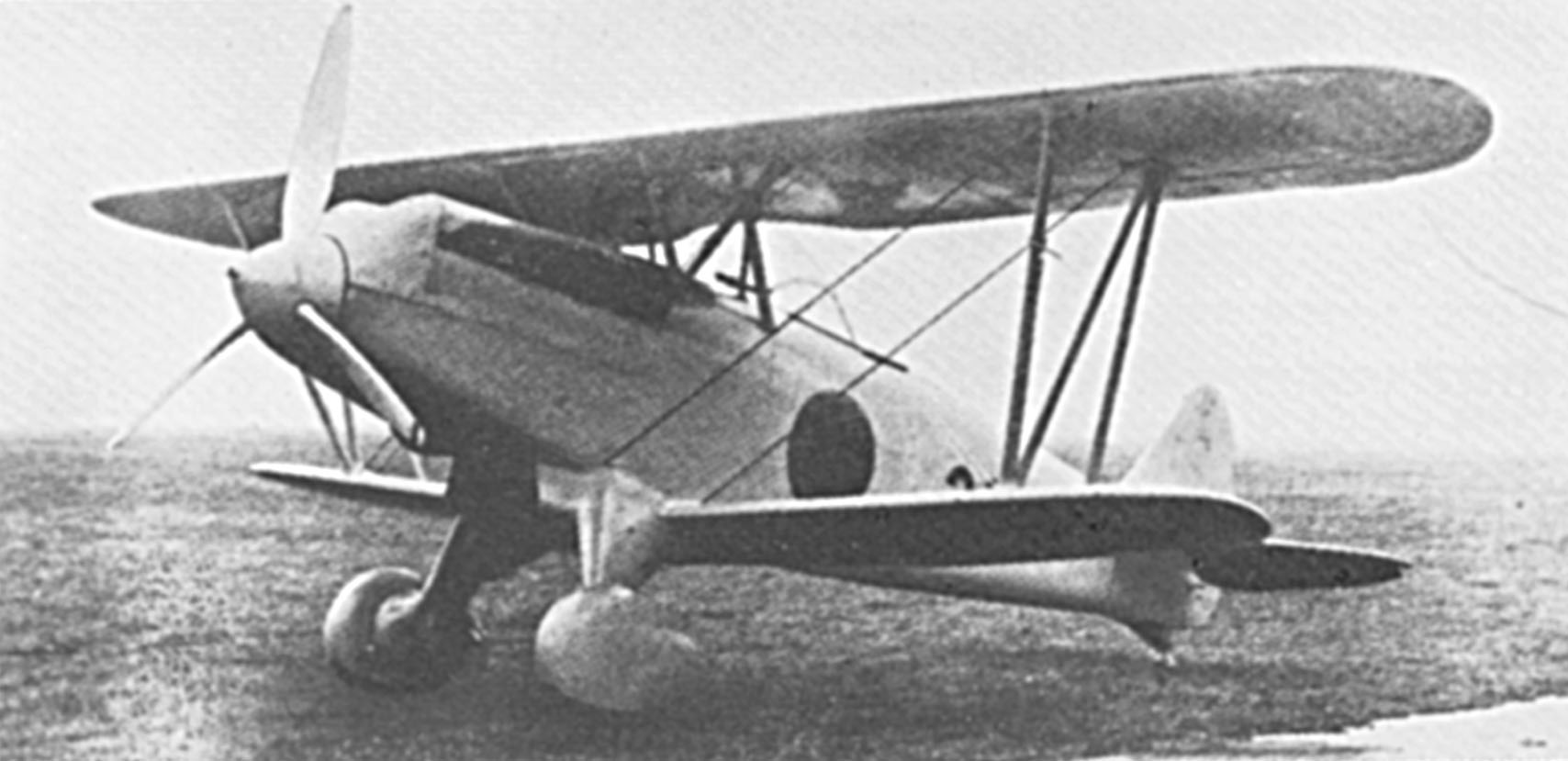
Samolot w wersji Ki-10-II KAI

Pierwszy prototyp został ukończony w marcu 1935, drugi identyczny samolot został zbudowany miesiąc później. Już pierwsze loty pokazały, że był on znacznie szybszy i bardziej zwrotny od nieudanego Ki-5, ale konkurencyjny jednopłat Nakijama Ki-11 był jeszcze szybszy i w Kawasaki obawiano się, że kontrakt na produkcję seryjną zostanie wygrany przez Nakajimę. Aby zwiększyć prędkość maksymalną samolotu w trzecim i czwartym prototypie użyto metalowego, trójpłatowego śmigła zamiast wcześniejszego dwupłatowego, drewnianego oraz zmieniono szczegóły konstrukcyjne aby poprawić własności aerodynamiczne samolotu, między innymi użyto nitowania płaskiego do łączenia metalowej konstrukcji. Dodatkowo w czwartym prototypie zwiększono wznios górnego skrzydła w celu poprawienia stabilności samolotu. Tak zmodyfikowane samoloty były nadal wolniejsze od Ki-11, ale różnica nie była już taka znaczna i kontrakt na produkcję seryjną został przyznany na samoloty Ki-10 przede wszystkim z powodu znakomitej zwrotności tej maszyny.
Pierwsza wersja produkcyjna samolotu, Ki-10-I, była identyczna z trzecim prototypem; łącznie w latach 1935–1937 zbudowano 300 sztuk tej maszyny. Jej oficjalne oznaczenie wojskowe brzmiało „Myśliwiec Armii Typu 95 Model 1”.
Podpisując z Kawasaki kontrakt na produkcję seryjną samolotu Armia zażyczyła sobie wprowadzenia programu rozwojowego mającego na celu polepszenie stabilności samolotu, z tego powodu 185 samolot zbudowany w pierwszej serii otrzymał dłuższe skrzydła i przedłużono jego kadłub. Tak zmodyfikowana maszyna miała znacznie lepsze własności pilotażowe i stanowiła prototyp do drugiej serii konstrukcyjnej, Ki-10-II („Myśliwiec Armii Typu 95 Model 2”), która weszła do produkcji w czerwcu 1937.
Wcześniej, w kwietniu 1936, rozpoczęto prace nad jeszcze czystszą aerodynamicznie wersją samolotu i dwusetny egzemplarz z pierwszej serii otrzymał oznaczenie Ki-10-I KAI. W tej wersji duża chłodnica samolotu została przeniesiona spod osłony silnika pomiędzy podwozie samolotu, samo podwozie miało poprawioną charakterystykę aerodynamiczną, a koła zostały przykryte dużymi owiewkami, zaprojektowano także znacznie „czystszą” osłonę silnika. W tej wersji samolot był o 40 km/h szybszy niż wcześniej, po konstrukcji prototypu Ki-10-I KAI zbudowano jeszcze dwa prototypy Ki-10-II KAI z takimi samymi zmianami i z silkiem Ha-9-IIb o mocy 950 KM co dało tym samolotom prędkość maksymalną 445 km/h. Pomimo że tak zmodyfikowane Ki-10-II KAI były prawie tak samo szybkie jak jednopłatowy Nakajima Ki-27, nie weszły one do produkcji seryjnej – było już wówczas oczywiste, że era samolotów dwupłatowych dobiegła końca.

## Opis konstrukcji
Samolot Kawasaki Ki-10 był jednosilnikowym, jednomiejscowym, dwupłatowym samolotem myśliwskim o konstrukcji metalowej ze skrzydłami krytymi płótnem. Załogę samolotu stanowił pilot siedzący w otwartym kokpicie. Napęd samolotu stanowił 12-cylindrowy silnik rzędowy typu Kawasaki Ha-9 chłodzony cieczą,. Samolot miał klasyczne, stałe podwozie z płozą ogonową.
Pierwsze prototypy miały dwupłatowe, drewniane śmigła, późniejsze prototypy i wersje seryjne samolotu otrzymały śmigła trójpłatowe, metalowe.
Lotki umieszczone były tylko na górnym skrzydle.
Uzbrojenie samolotu stanowiły dwa karabiny maszynowe kalibru 7,7 mm umieszczone w górnej części owiewki silnika.

## Wersje
|                                   | Ki-10-I            | Ki-10-II           | Ki-10-I KAI        | Ki-10-II Kai       |
| Liczba egzemplarzy                | 300+4              | 280+1              | 1                  | 2                  |
| Rozpiętość                        | 9,55 m             | 10,02 m            | 9,55 m             | 10,02 m            |
| Długość                           | 7,20 m             | 7,55 m             | 7,20 m             | 7,55 m             |
| Wysokość                          | 3,00 m             | 3,00 m             | 3,00 m             | 3,00 m             |
| Powierzchnia skrzydeł             | 20 m²              | 23 m²              | 20 m²              | 23 m²              |
| Masa własna                       | 1300 kg            | 1360 kg            | 1300 kg            | 1400 kg            |
| Masa startowa                     | 1650 kg            | 1740 kg            | 1650 kg            | 1780 kg            |
| Silnik                            | Kawasaki Ha-9-11a  | Kawasaki Ha-9-11b  | Kawasaki Ha-9-11a  | Kawasaki Ha-9-11b  |
| Moc silnika (startowa/0 m/3500 m) | 850/720/800 KM     | 850/700/950 KM     | 850/720/800 KM     | 850/700/950 KM     |
| Prędkość maksymalna               | 400 km/h na 3000 m | 400 km/h na 3000 m | 420 km/h na 3000 m | 445 km/h na 3800 m |
| Pułap maksymalny                  | 10 000 m           | 11 500 m           | 10 000 m           | 11 500 m           |

## Użycie bojowe
W samoloty Ki-10-I i Ki-10-II były wyposażone jednostki bojowe Cesarskiej Armia Japonii stacjonujące w Japonii, Korei, Mandżukuo i na Formozie. Samoloty brały udział w operacjach wojskowych w Chinach i w Mandżuria w początkowym okresie wojny japońsko-chińskiej i w czasie walk nad Chałchin-Goł. W czasie wojny na Pacyfiku samoloty tego typu używane już były zazwyczaj tylko jako samoloty treningowe czy pomocnicze. W początkowym okresie wojny służby wywiadowcze aliantów omyłkowo uważały, że samolot ten stanowił jeszcze wyposażenie jednostek frontowych i otrzymał on oznaczenie kodowe Perry, ale był on spotykany tylko sporadycznie w Chinach.